# Mareca falcata

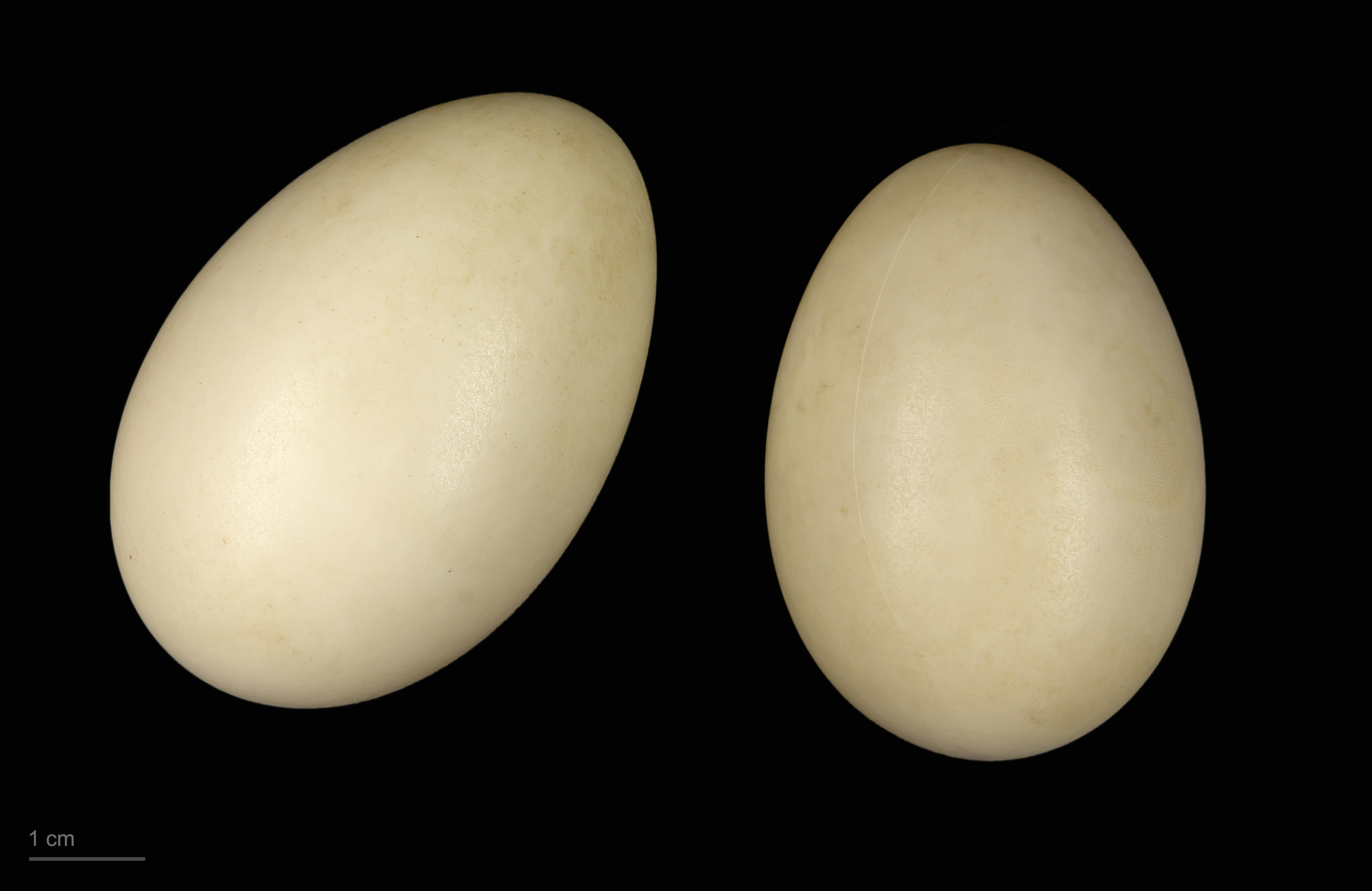
Anas falcata - MHNT

La cerceta de alfanjes o cerceta falcata (Mareca falcata) es una especie de ave anseriforme de la familia Anatidae autóctona del norte de China, Japón y Siberia.